# John Duha
John Duha, (Chicago, 16 de fevereiro de 1875 - Chicago, 21 de janeiro de 1940) foi um ginasta que competiu em provas de ginástica artística pelos Estados Unidos. 
Duha ingressou no ginásio Central Turnverein para disputar os Jogos de St. Louis, nos quais conquistou uma medalha olímpica. Em sua única participação em Olimpíadas, disputou a prova coletiva, na qual, ao lado dos companheiros George Meyer, Edward Siegler, Charles Krause, Philipp Schuster e Robert Maysack, conquistou a medalha de bronze, e a das barras paralelas, na qual, superado pelos compatriotas George Eyser e Anton Heida, encerrou também na terceira colocação.